# Gervas Rozario
Gervas Rozario (Stiangaccha, 15 de agosto de 1951) é um clérigo de Bangladesh e bispo católico romano de Rajshahi.
Em 31 de dezembro de 1980, Gervas Rozario recebeu o Sacramento da Ordem pela Diocese de Dinajpur. Em 21 de maio de 1990 foi incardinado no clero da diocese de Rajshahi estabelecida na mesma data.
Em 15 de janeiro de 2007, o Papa Bento XVI o nomeou Bispo de Rajshahi. O bispo auxiliar de Daca, Teotônio Gomes CSC, o consagrou em 22 de março do mesmo ano; Co-consagradores foram o Bispo de Chittagong, Patrick D'Rozario CSC, e o Núncio Apostólico em Bangladesh, Arcebispo Paul Chang In-Nam.